# Constant Troyon

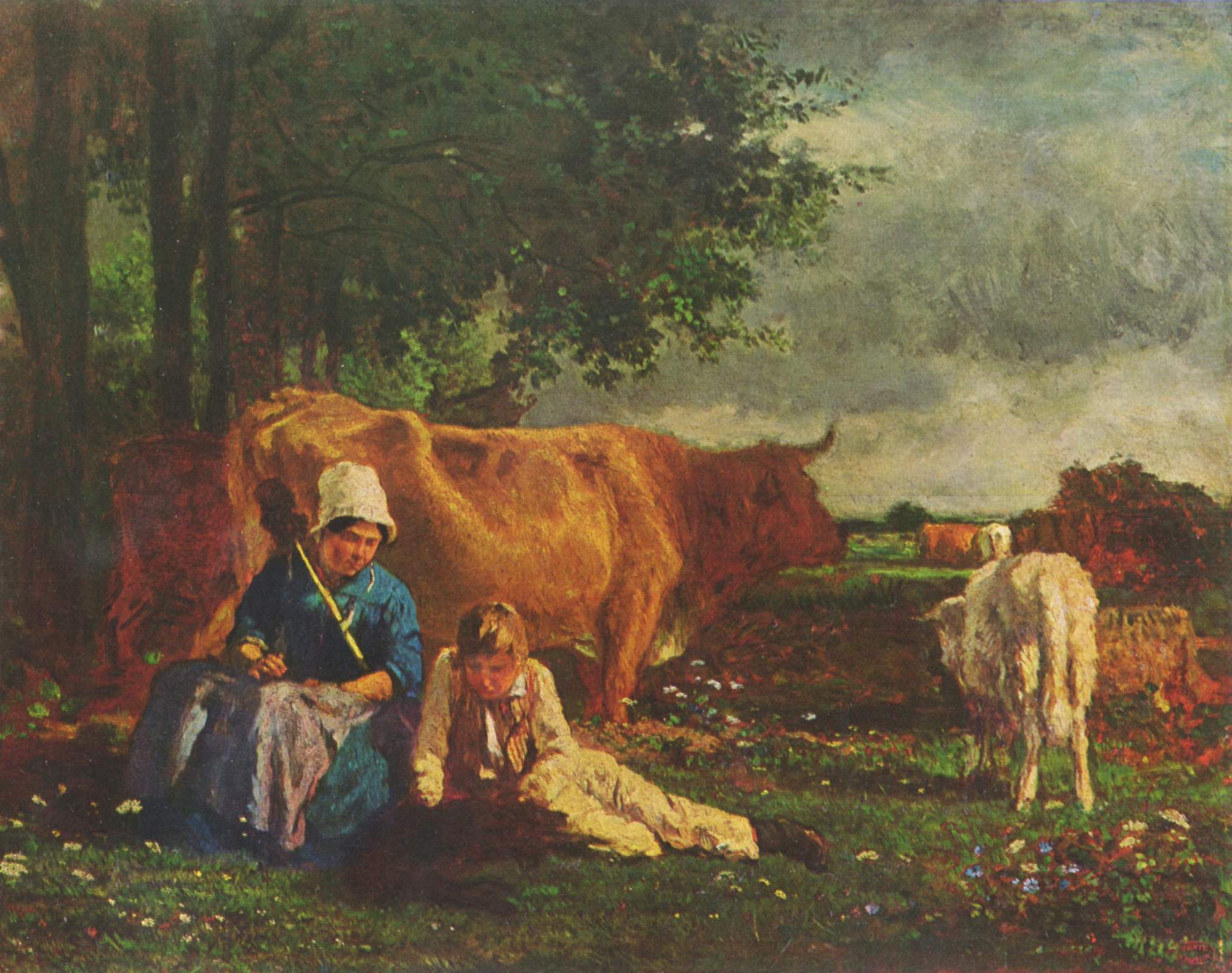
Pásztorjelenet, 1860

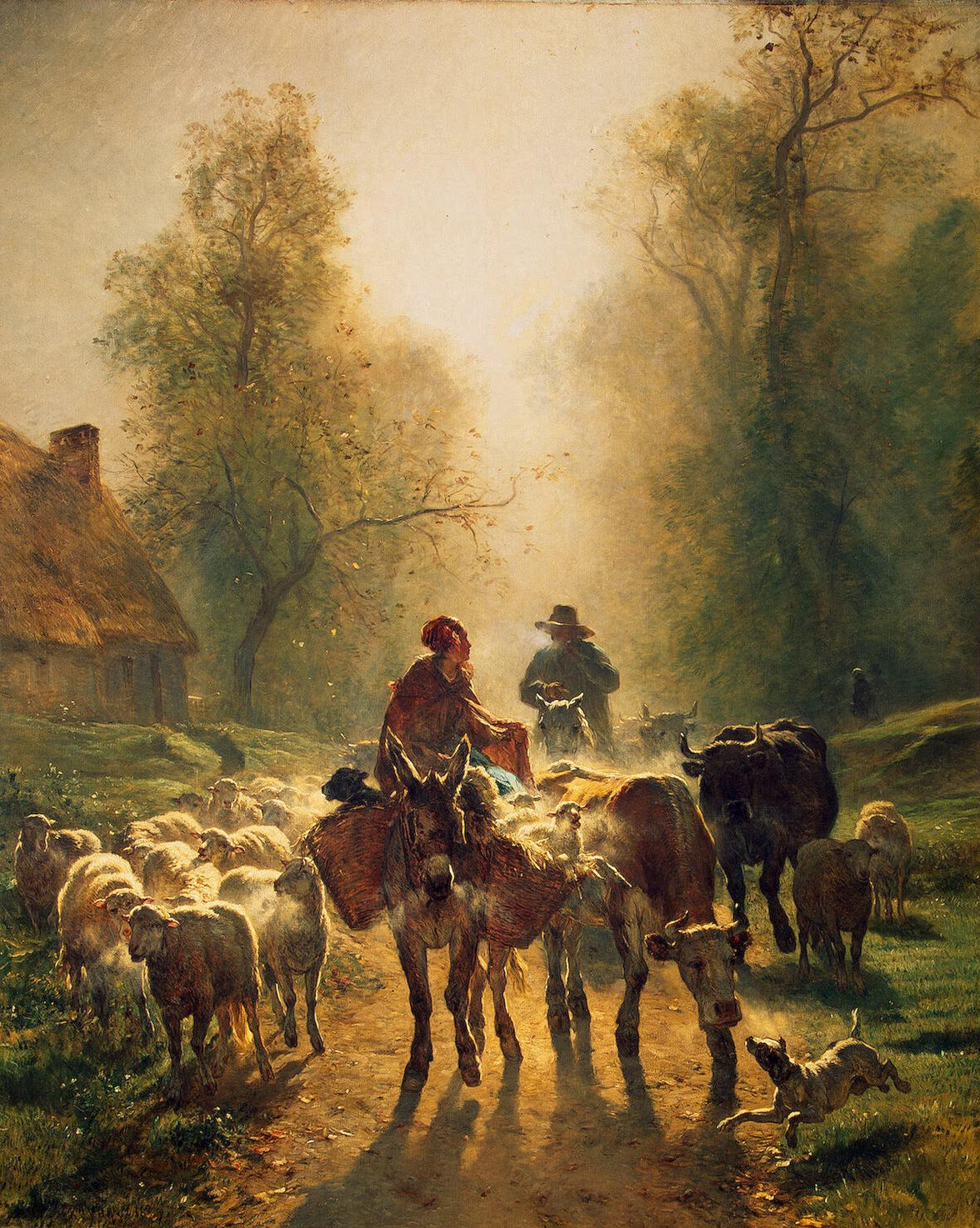
Troyon táj-, állat- és emberábrázolása

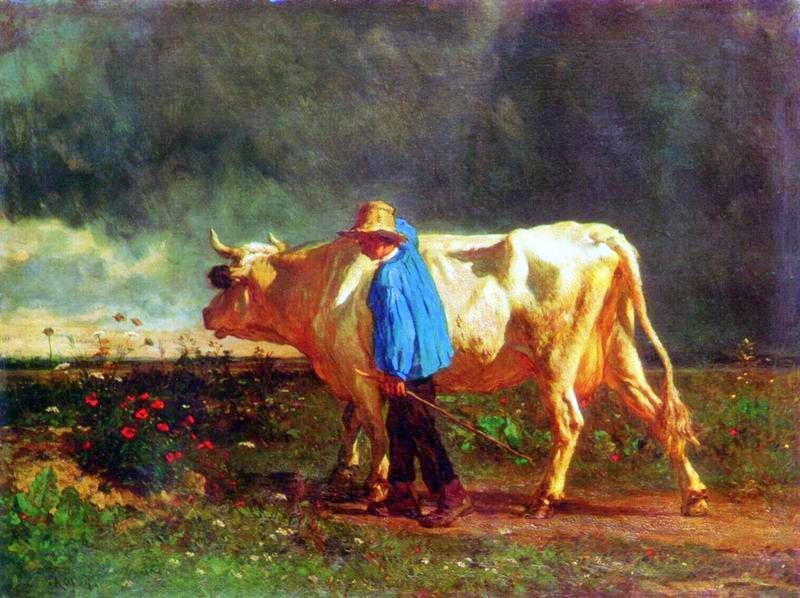
Tehénpásztor, 1860

Constant Troyon  (Sèvres, 1810. augusztus 28. – Párizs, 1865. február 21. francia festő, a barbizoni iskolához kapcsolódott festői pályájának első felében, a tájfestés mellett egyre inkább előtérbe került nála az állatábrázolás, végül a barbizoniak közül ő lett a legjelentősebb állatfestő.

## Életpályája
Troyon első mesterei a sévres-i manufaktúrában dolgozó virágfestők voltak. Figyelmét Camille Roqueplan terelte a természetábrázolásra, majd Barbizonban sokat tanult Théodore Rousseau és Jules Dupré tájképfestőktől. Élete első szakaszában főleg tájképeket festett. 1847-ben Hollandiába utazott, ahol új benyomások érték, Rembrandt mellett Aelbert Cuyp és Paulus Potter állatfestők képeit is csodálta, sőt ettől fogva állatokkal teli tájképeket kezdett festeni. Az állatok és a táj egyforma hangsúlyt kaptak képein. Munkáit a kortárs állatfestők és a szobrászok (köztük Antoine Louis Barye) kevésbé értékelték, annál inkább a későbbi impresszionisták és expresszionisták.
A művészettörténetben egyértelműen az állatábrázolás festőjének tartják, holott a táj festése és a haszonállatokkal foglalatoskodó ember is szerepet kap képein. Elsősorban haszonállatokat, teheneket, juhokat ábrázol, ezáltal nemcsak a korabeli folklór, hanem a francia vidéki életforma is megjelenik képein. Legtöbb munkáját a Louvre, vidéki francia múzeumok és az amerikai múzeumok őrzik, szerencsénkre két festménye megtalálható a budapesti Szépművészeti Múzeumban.
Kortársával Charles Jacque festővel és rézkarcolóval kiváló táj-, állatábrázolást valósítottak meg, megfestették a korabeli francia paraszti tájat, Jean-François Millet meg a francia parasztembereket ugyancsak a barbizoni iskolából.

## Főbb művei

### Tájképei
- A szent cloudi park (Párizs, Carnavalet Múzeum)
- Park Neuillyben (Amiens-i Múzeum)
- Folyó az erdőben, 1860, Louvre

### Táj-, ember- és állatábrázoló képei
- Reggeli munkára menő ökrök, 1855, Louvre
- A farmra visszatérő ökrök, 1859, Louvre
- Ivó tehenek, Louvre
- A kerítésnél várakozó csorda, Louvre
- Átkelés a vízen, Louvre
- Kora reggel tehenek a vízben, Louvre
- Birkanyájak találkozása, Louvre
- Baromfietetés, Louvre
- Vadászkutyák
- Favágók (Lille-i Múzeum)
- Tehénpásztor, 1860, Szépművészeti Múzeum
- Pásztorjelenet, 1860, Szépművészeti Múzeum